# Фантастична жена
Фантастична жена (шп. Una mujer fantástica) је драмски филм из 2017. године у режији Себастијана Лелија, а по сценарију Лелија и Гонзала Мазе. У продукцији Хуана де Диоса и Пабла Лараина, у филму играју Данијела Вега и Франсиско Рејес. Освојио је Оскара за најбољи филм на страном језику на 90. додели Оскара и такмичио се за Златног медведа на 67. Берлинском међународном филмском фестивалу.

## Кратак опис радње
Марина, млада жена, трансродна конобарица, тежи да постане пјевачица. Она развија романтичну везу са Орландом, двадесет година старијим од ње власником штампарије. Њих двоје планирају заједничку будућност, али Орландо изненада умире. Марина је принуђена да се суочи са Орландовом породицом и бори се да докаже да је јака, поштена и фантастична жена.

## Награде
Фантастична жена добила је номинацију за најбољи филм на страном језику на 90. додели Оскара, и постала је први чилеански филм који је освојио награду у овој категорији. Био је то други чилеански филм који је освојио Оскара, послије Приче о медведу 2016. године.
| Награда                                  | Датум додјеле награде | Категорија                              | Добитници награде                | RРезултат  | Шаблон:Refh        |
| ---------------------------------------- | --------------------- | --------------------------------------- | -------------------------------- | ---------- | ------------------ |
| Academy Awards                           | 4 March 2018          | Best Foreign Language Film              | Chile                            | Освојено   | [ 5 ]              |
| Ariel Awards                             | 5 June 2018           | Best Ibero-American Film                | A Fantastic Woman                | Освојено   | [ 6 ]              |
| Belgian Film Critics Association         | 7 January 2018        | Grand Prix                              | A Fantastic Woman                | Номинација | [ 7 ]              |
| Berlin International Film Festival       | 18 February 2017      | Teddy Award – Best Feature Film         | Sebastián Lelio                  | Освојено   | [ 8 ]              |
| Berlin International Film Festival       | 18 February 2017      | Silver Bear for Best Screenplay         | Sebastián Lelio and Gonzalo Maza | Освојено   | [ 9 ]              |
| Berlin International Film Festival       | 18 February 2017      | Golden Bear                             | Sebastián Lelio                  | Номинација | [ 9 ]              |
| Cabourg Film Festival                    | 18 June 2017          | Grand Jury Prize                        | Sebastián Lelio                  | Освојено   | [ 10 ]             |
| Critics' Choice Movie Awards             | 11 January 2018       | Best Foreign Language Film              | A Fantastic Woman                | Номинација | [ 11 ]             |
| Dorian Awards                            | 31 January 2018       | Best Foreign Language Film              | A Fantastic Woman                | Номинација | [ 12 ]             |
| Dorian Awards                            | 31 January 2018       | Best Actress                            | Daniela Vega                     | Номинација | [ 12 ]             |
| Dorian Awards                            | 31 January 2018       | Best LGBTQ Film                         | A Fantastic Woman                | Номинација | [ 12 ]             |
| Dorian Awards                            | 31 January 2018       | Best Rising Star                        | Daniela Vega                     | Номинација | [ 12 ]             |
| GLAAD Media Awards                       | 12 April 2018         | Outstanding Film – Limited Release      | A Fantastic Woman                | Освојено   | [ 13 ]             |
| Golden Globe Award                       | 7 January 2018        | Best Foreign Language Film              | A Fantastic Woman                | Номинација | [ 14 ]             |
| Goya Awards                              | 3 February 2018       | Best Iberoamerican Film                 | A Fantastic Woman                | Освојено   | [ 15 ]             |
| Havana Film Festival                     | 15 December 2017      | Special Jury Prize                      | A Fantastic Woman                | Освојено   | [ 16 ]             |
| Havana Film Festival                     | 15 December 2017      | Best Actress                            | Daniela Vega                     | Освојено   | [ 16 ]             |
| Havana Film Festival                     | 15 December 2017      | Unete- United Nations Prize             | A Fantastic Woman                | Освојено   | [ тражи се извор ] |
| Independent Spirit Awards                | 3 March 2018          | Best International Film                 | A Fantastic Woman                | Освојено   | [ 17 ]             |
| National Board of Review                 | 28 November 2017      | Top Five Foreign Language Films         | A Fantastic Woman                | Освојено   | [ 18 ]             |
| Palm Springs International Film Festival | 13 January 2018       | Honorable Mention Cine Latino Jury      | A Fantastic Woman                | Освојено   | [ 20 ]             |
| Palm Springs International Film Festival | 13 January 2018       | Best Actress in a Foreign Language Film | Daniela Vega                     | Освојено   | [ 20 ]             |
| Platino Awards                           | 29 April 2018         | Best Film                               | A Fantastic Woman                | Освојено   | [ 21 ]             |
| Platino Awards                           | 29 April 2018         | Best Director                           | Sebastián Lelio                  | Освојено   | [ 21 ]             |
| Platino Awards                           | 29 April 2018         | Best Actress                            | Daniela Vega                     | Освојено   | [ 21 ]             |
| Platino Awards                           | 29 April 2018         | Best Screenplay                         | Sebastián Lelio and Gonzalo Maza | Освојено   | [ 21 ]             |
| Platino Awards                           | 29 April 2018         | Best Film Editing                       | Soledad Salfate                  | Освојено   | [ 21 ]             |
| Platino Awards                           | 29 April 2018         | Best Cinematography                     | Benjamín Echazarreta             | Номинација | [ 21 ]             |
| Platino Awards                           | 29 April 2018         | Best Art Direction                      | Estefanía Larraín                | Номинација | [ 21 ]             |
| Platino Awards                           | 29 April 2018         | Best Sound                              | Tina Laschke                     | Номинација | [ 21 ]             |
| Platino Awards                           | 29 April 2018         | Film and Education Values               | A Fantastic Woman                | Номинација | [ 21 ]             |